# ریچارد زیملر
ریچارد زیملر (انگلیسی: Richard Zimler؛ زادهٔ ۱ ژانویهٔ ۱۹۵۶) یک نویسنده، رمان‌نویس، و روزنامه‌نگار اهل پرتغال است.